# Eptesicus floweri
Eptesicus floweri — вид рукокрилих родини Лиликові (Vespertilionidae). Вид названий на честь капітана Стенлі Сміта Флаўера (англ. Stanley Smith Flower, 1871—1946), директора зоологічного саду в Ґізі, Єгипет з 1898 по 1924.

## Поширення, поведінка
Країни поширення: Малі, Судан. Населяє зарості акації, сухі чагарники, сухі луки і пустельні місця проживання.

## Загрози та охорона
Здається, немає серйозних загроз для цього виду. Немає прямих заходів охорони і не відомо чи вид присутній у будь-якій з охоронних територій.